# Michel Balard
Pour les articles homonymes, voir Balard.
Michel Balard, né le 30 mars 1936 à Sucy-en-Brie, est un historien français, spécialiste du Moyen Âge et plus particulièrement des relations entre monde latin (croisés et génois) et byzantins.

## Biographie et recherches
Agrégé d'histoire (1959, 2e), étudiant à l’École pratique des hautes études (IVe section), il a ensuite été membre de l’École française de Rome de 1965 à 1968. Il soutient sa thèse de doctorat intitulée La Romanie génoise (XIIe- début du XVe siècle) (1976, Paris-I). Il s'est intéressé surtout à la colonisation en particulier dans l'Orient médiéval du XIe siècle (à partir de la première croisade) jusqu'au XVe siècle, lors de l'apogée des cités-États de la péninsule italienne.
Ses recherches s'effectuent autour du commerce, des institutions politiques et culturelles de la Méditerranée orientale (Terre sainte, Chypre, Syrie), en Asie centrale (l'empire de Gengis Khan) et en Chine. Il est aujourd'hui professeur émérite de l'Université Panthéon-Sorbonne.
Directeur de collection chez l'éditeur Hachette Supérieur, il dirige notamment la collection "HU Histoire" ainsi que de nombreux volumes de la collection "Carré Histoire".
Jusqu'en 1995, il préside la Société des historiens médiévistes de l'enseignement supérieur public.
Il est président de la Société historique et archéologique de Sucy-en-Brie (SHAS), ainsi que de la Fédération des sociétés historiques et archéologiques de Paris et de l'Île-de-France, qui rassemble une centaine de sociétés de la région.